# سام رينولدز
سام رينولدز (بالإنجليزية: Sam Reynolds)‏ (13 ديسمبر 1981 في الولايات المتحدة - ) هو لاعب كرة قدم أمريكي في مركز حراسة المرمى. لعب مع نادي تورونتو ونادي شيفاز يو إس أي وPortland Timbers (2001–2010) ‏ وAustin Aztex ‏ وFort Lauderdale Strikers (2006–2016) ‏.

## وصلات خارجية
- سام رينولدز على موقع الدوري الأمريكي (الإنجليزية)
- سام رينولدز على موقع قاعدة بيانات كرة القدم.إي يو (الإنجليزية)